# FreuD euch
freuD euch è il settimo album in studio da solista della cantante tedesca Nina Hagen, pubblicato nel 1995.

## Tracce
1. (Another Junkie) Einfach Nina
2. Lass Mich in Ruhe!
3. Stacheldraht
4. Tiere
5. Zero Zero U.F.O. (German version)
6. Gloria Halleluja Amen
7. Geburt
8. Sonntag Morgen (Lou Reed, John Cale)
9. Abgehaun
10. Freiheitslied
11. Wende
12. Kunst
13. Riesenschritt (Carole King, Gerry Goffin)
14. Sternmädchen
15. Elefantengott Jai Ganesh